# Пангасінан (провінція)
Панґасіна́н, також Пангасіна́н, (панґас., тагал. і англ.: Pangasinan, вимов.: [paŋasinan] (панґ., ілок., тагал.) та [paŋgasinan] англ.) — одна з провінцій Філіппін.
Панґасінан розташована в західній частині острова Лусон на берегах затоки Лінґайє́н та Південнокитайського моря. Столиця провінції місто Лінґайєн. Загальна площа провінції становить 5 451 квадратних кілометрів (2 104,65 квадратних миль). За даними перепису 2010 року, населення провінції становило 2 779 862 осіб. Офіційна кількість зареєстрованих виборців в Панґасінані 1 651 814 осіб.
Офіційними мовами провінції є панґасіна́нська мова (або мова панґасіна́н) та іло́ко (або ілока́но).
Панґасінан є одночасно назвою провінції, народу і основної мови, якою розмовляють в провінції, поряд з ілоко. Кількість осіб для яких панґасінанська мова є рідною оцінюється в щонайменше 1,5 мільйона. Панґасінанська є однією з офіційно визнаних регіональних мов на Філіппінах. Панґасінанська також є другою мовою для багатьох представників етнічних меншин в провінції Панґасінан. Етнічними меншинами в Панґасінан є Болінао і Тагали.
Назва Панґасінан вимовляється панґасінанською та ілоко як [pa-ŋa-si-nan] і означає «місце для солі» або «місце виробництва солі». Слово складається з префікса "pang", що означає "для", кореневого слова "asin", що означає "сіль", та суфікса "an", що означає "місце". Останнім часом назва також вимовляється як [панґасінан], що наслідує вимову іспанців, які не здатні вимовляти носовий звук [ŋ]. Провінція є основним виробником солі на Філіппінах. Основними продуктами, крім солі, є також "bagoong" ("солона риба") та "aramang" ("солоні креветки").
Панґасінан була заснована щонайменше 2500 до нашої ери племенами, що говорили австронезійською мовою та називали себе Anakbanwa. На території сучасного Панґасінану, перед іспанським завоюванням, що почалося в 16-му столітті, існувало царство під назвою Луйаґ на Каболоан, територія якого включала більшість північно-західного Лусону. В китайських записах королівство Луйаґ на Каболоан було відоме як Панґасінанський Гуангдом (Huangdom of Pangasinan). Стародавні мешканці Панґасінану були визначними навігаторами, а сам Панґасінан був зв'язаний з іншими народами Південно-Східної Азії, Індії, Китаю і Тихого океану морською торговельною мережею, що колись процвітала в Стародавній Південно-Східній Азії.
Стародавнє царство Луйаґ на Каболоан згадується в китайських та індійських записах як важливе царство на стародавніх торгових шляхах.
Серед популярних туристичних пам'яток Панґасінану слід вирізнити Національний парк Сотня Островів та пляжі з білим піском Боліна́о і Дасо́л. Місто Дагупа́н відоме завдяки фестивалю Банґус (фестиваль молочної риби.). Панґасінан також відомий своїми смачними манго і рисовими булочками «путо» з міста Каласиао.
Панґасінан займає стратегічне геополітичне положення в центральній рівнині острова Лусон, відомого як рисове зерносховище Філіппін. Панґасінан також вважають воротами північного Лусону та серцем Філіппін.